# Polyclète
Pour l'architecte d'Argos, voir Polyclète le Jeune.
Polyclète (en grec ancien Πολύκλειτος / Polýkleitos) est un sculpteur grec du premier classicisme (Ve siècle av. J.-C.), l'un des plus connus du monde antique. Il inspirera après la redécouverte de son œuvre tout l'art occidental, posant les bases de l'art classique.

## Biographie
Bien que Polyclète soit l'un des artistes antiques les plus souvent mentionnés par les textes anciens, sa vie est très mal connue. Sur la base des œuvres qui lui sont attribuées, sa période d'activité s'étendrait de 460 à 420 av. J.-C. Pline l'Ancien mentionne son floruit (apogée) lors de la 90e olympiade, c'est-à-dire en 420-417 av. J.-C., date qui correspond vraisemblablement à la statue de culte chryséléphantine d'Héra à Argos.
Pline l'Ancien indique qu'il est originaire de Sicyone, dans le Péloponnèse, mais toutes les autres sources, notamment des inscriptions, le mentionnent comme argien. Selon la tradition, il est l'élève d'Agéladas, tout comme ses contemporains Myron et Phidias. Il fonde ensuite à Argos un atelier. Parmi ses disciples, Pline cite Asopodoros d'Argos, Alexis, Aristéidès, Phrynon, Athénodoros et Déméas de Cleitor. Des membres de sa famille auraient également été sculpteurs : son frère (?) Naucydès et le frère de ce dernier, Daidalos. Pausanias cite également un second Polyclète, précisant que ce n'est « pas l'homme qui a fait la statue d'Héra, mais un élève de Naucydès. » Auteur de statues d'athlètes, ce dernier a surtout connu une carrière d'architecte, achevant ainsi le théâtre d'Épidaure.
Polyclète a peut-être travaillé à Athènes. Parmi les indices figurent la réalisation d'un portrait de l'ingénieur Artémon, l'influence du Doryphore sur une figure de la frise du Parthénon et le fait que Socrate le cite à plusieurs reprises dans ses propos.

## Œuvres

### Liste des œuvres
Les textes anciens citent de lui :

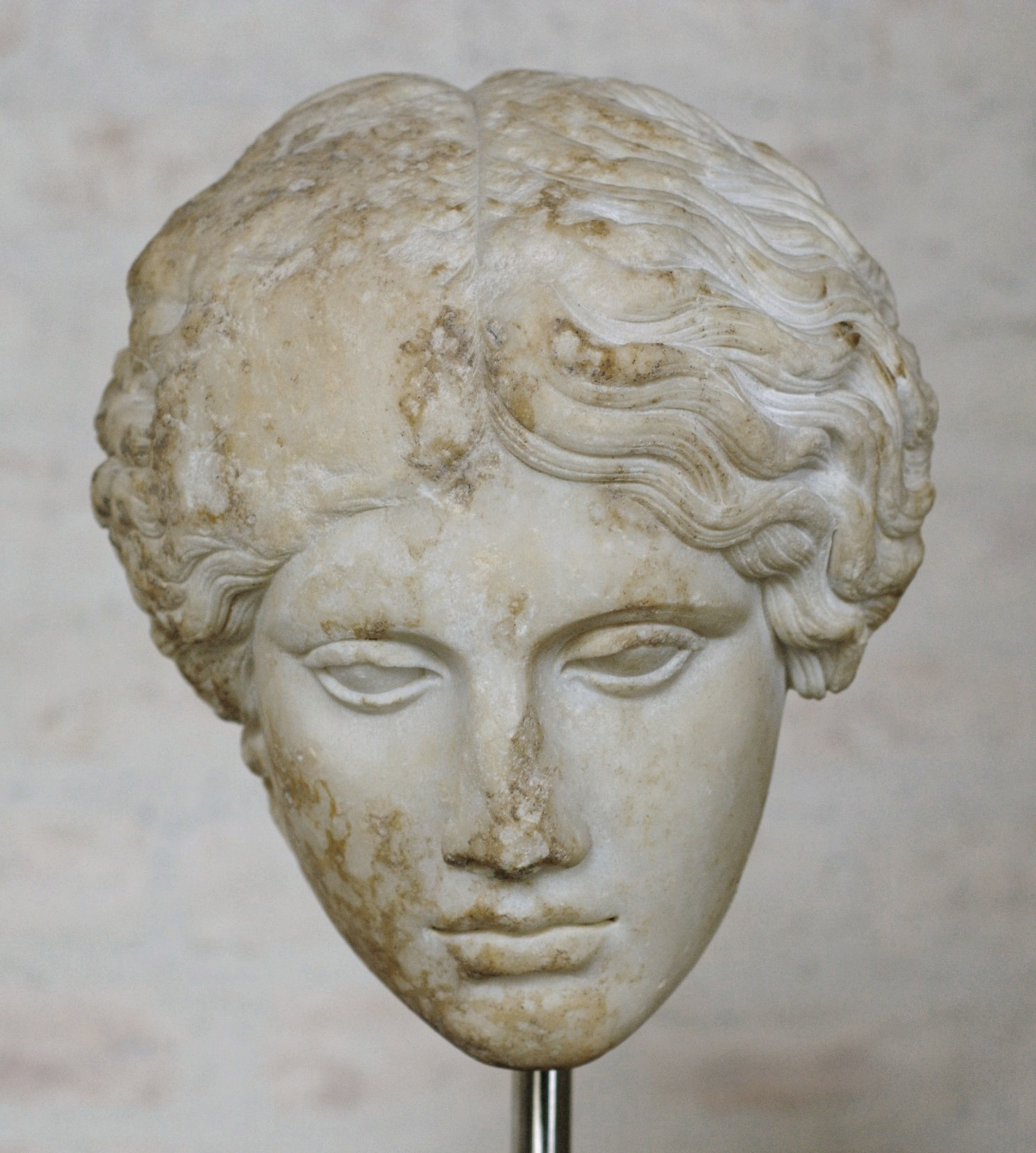
Tête d'Amazone blessée, glyptothèque de Munich

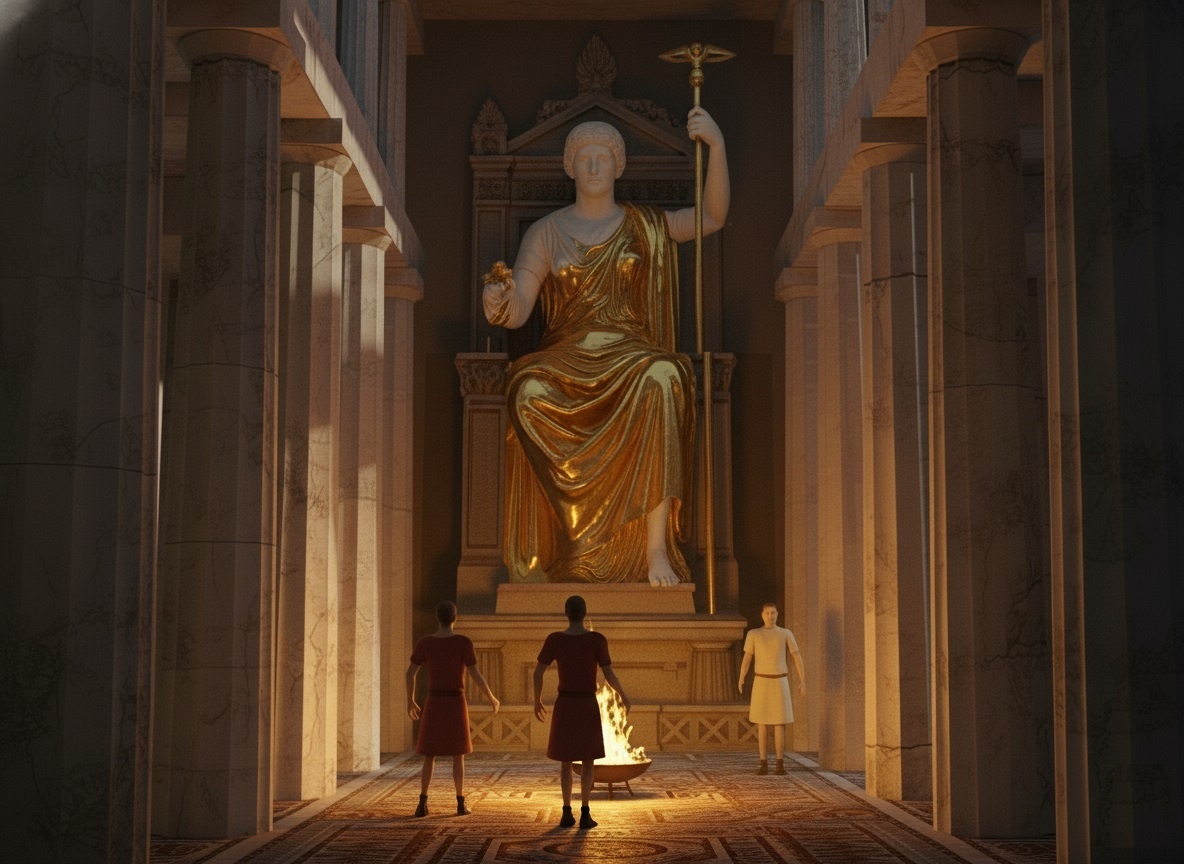
Reconstitution de la statue chryséléphantine d'Héra dans l'Héraion d'Argos.

- des effigies de dieux et de héros :
  - la statue d'Héra chryséléphantine de[15] ;
  - un Hermès à Lysimacheia[13] ;
  - une statue d'Héraclès prenant ses armes[16] ;
  - une Amazone présentée au concours d'Éphèse, auquel participent également Phidias et Crésilas[5] ;
- des statues d'athlètes vainqueurs à Olympie : Cyniscos[17], Pythoclès[18] et Xénoclès[19] ;
- des scènes de genre :
  - le Diadumène[20] (athlète se ceignant du bandeau de la victoire) ;
  - le Doryphore[21] (porteur de lance) ;
  - un Apoxyomène[20] (athlète se raclant la peau avec un strigile), sujet identique à celui de la célèbre statue de Lysippe ;
  - des joueurs d'osselets[20] ;
  - des canéphores[22] (porteuses de panier) ;
- un portrait de l'ingénieur Artémon[13].

À l'exception de la statue chryséléphantine d'Héra, toutes les œuvres de Polyclète sont en bronze. Aucun original ne nous est parvenu, mais il existe de nombreuses copies en marbre, dont certaines probablement très fidèles, généralement romaines, et d'époque impériale.

### LeCanon

Le Doryphore de Polyclète, exemplaire provenant de Pompéi, aujourd'hui au musée archéologique national de Naples.

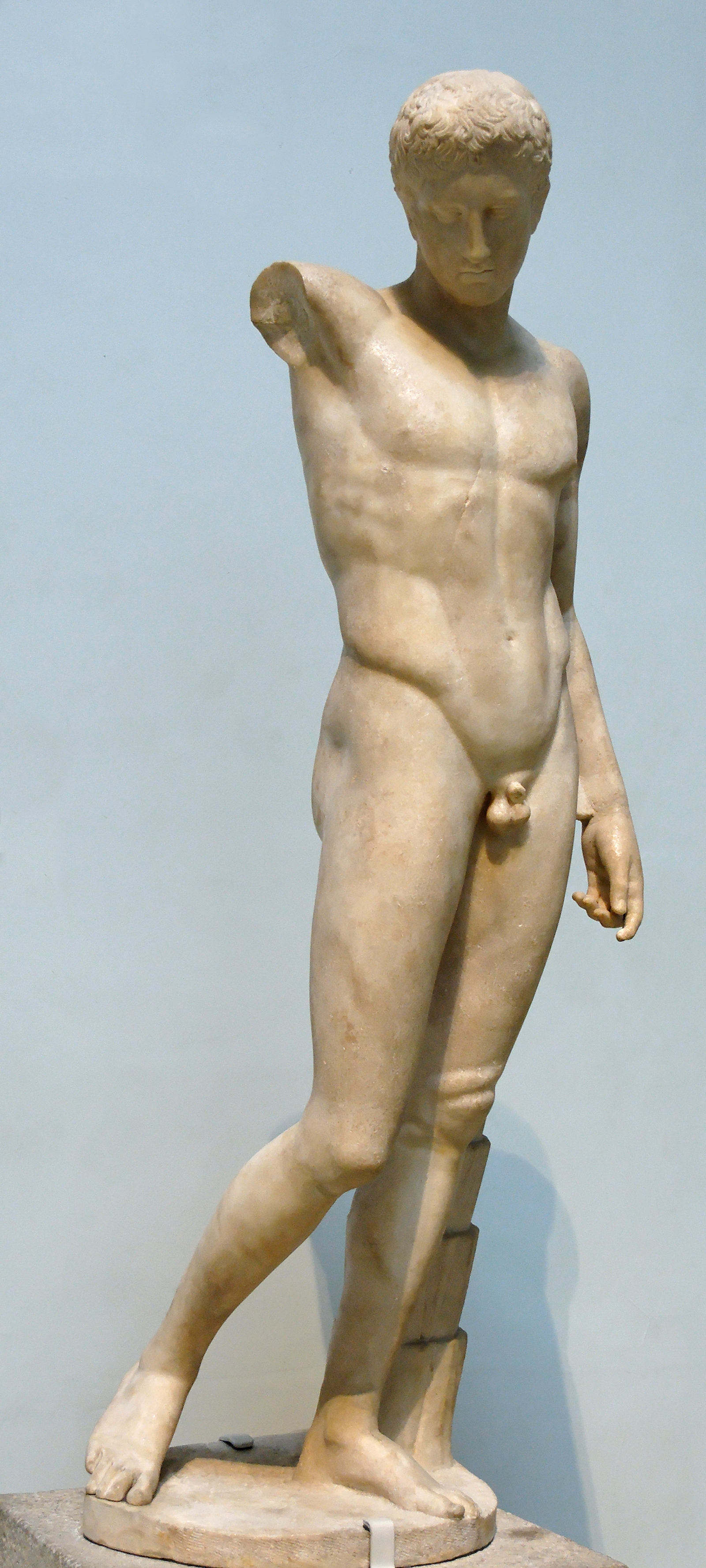
L’éphèbe Westmacott (athlète se couronnant), copie d'un type généralement attribué à Polyclète, British Museum.

Polyclète a été le premier sculpteur grec à rédiger un traité sur son art, le Canon (Κανών / Kanốn, littéralement la « règle »), dont deux courts passages seulement ont été préservés — l'un chez Plutarque et l'autre chez Philon de Byzance —, mais que plusieurs auteurs antiques ont paraphrasé, en particulier Galien. Celui-ci indique que Polyclète « a confirmé son discours par une œuvre, en créant une statue selon les principes de son discours, et en nommant la statue elle-même, tout comme son ouvrage, le Canon. » Cette statue est identifiée par Pline au Doryphore, dont le type a été reconnu en 1863 dans une statue en marbre découverte à Pompéi.
L'ensemble de ces témoignages permettent de retrouver certains des principes du Canon. Celui-ci repose sur un ensemble de rapports numériques entre les différentes parties du corps : le torse et les jambes ont la même hauteur, c'est-à-dire trois fois la hauteur de la tête ; le bassin et les cuisses mesurent respectivement les deux tiers du torse et des jambes. Le Canon descend dans le détail : Galien parle de la proportion « du doigt au doigt, de tous les doigts à la main et au poignet, de ceux-là à l'avant-bras, de l'avant-bras au bras, et de tout à tout. »
Le Canon n'est pas seulement un guide pratique pour le sculpteur, comme l'est, par exemple, la grille des Égyptiens et des sculpteurs archaïques : il montre que le corps humain est régi par les nombres et par la symétrie, comme le reste de la nature. À cet égard, il est révélateur que l'une des paraphrases les plus utiles du Canon ait été rédigée par un médecin : Galien déclare explicitement que « la beauté [du] corps est, selon tous les médecins et les philosophes, dans les rapports équilibrés entre ses parties. »
Notre connaissance du Canon reste très incomplète, ne serait-ce que parce que nous ignorons l'endroit exact où prendre les mesures : il est difficile de faire correspondre la terminologie anatomique des Grecs avec la nomenclature moderne. Ensuite, les copistes romains utilisent relativement peu de points de mesure, ce qui entraîne des variations non négligeables d'une copie à l'autre : des mesures ont, par exemple, mis en évidence des écarts moyens de 3 % entre différents exemplaires de l’Apollon de Cassel, un type statuaire contemporain de Polyclète. Le seul examen des différentes copies ne suffit donc pas à reconstituer le Canon. Enfin, le sens des citations et les paraphrases du Canon n'est pas toujours clair. Ainsi, Varron cité par Pline note que les statues de Polyclète sont quadrata, littéralement « carrées », un terme difficile à comprendre : allusion à la construction mathématique de la figure ? Simple comparaison entre les silhouettes plutôt trapues de Polyclète et celles, plus élancées, de Lysippe, discutées dans le même passage ?

### Lecontrappostoou chiasme
Selon la tradition, c'est lui qui introduit la notion de contrapposto, c'est-à-dire le fait de faire reposer le poids du corps, en station debout, sur une seule jambe, atténuant ainsi l'impression de raideur qui se dégage souvent de la sculpture grecque archaïque. On emploie également le terme de « chiasme », qui désigne le principe d'inverser la ligne du bassin et la ligne des épaules. De ce fait, si nous prolongeons ces deux lignes elles forment une croix, d'où l'emploi du terme « chiasme ». De plus, le pied gauche, celui de la jambe libre, est porté à la fois en arrière et tourné avec un talon plus ou moins soulevé. C'est ainsi que Polyclète a résolu le problème du déhanchement.

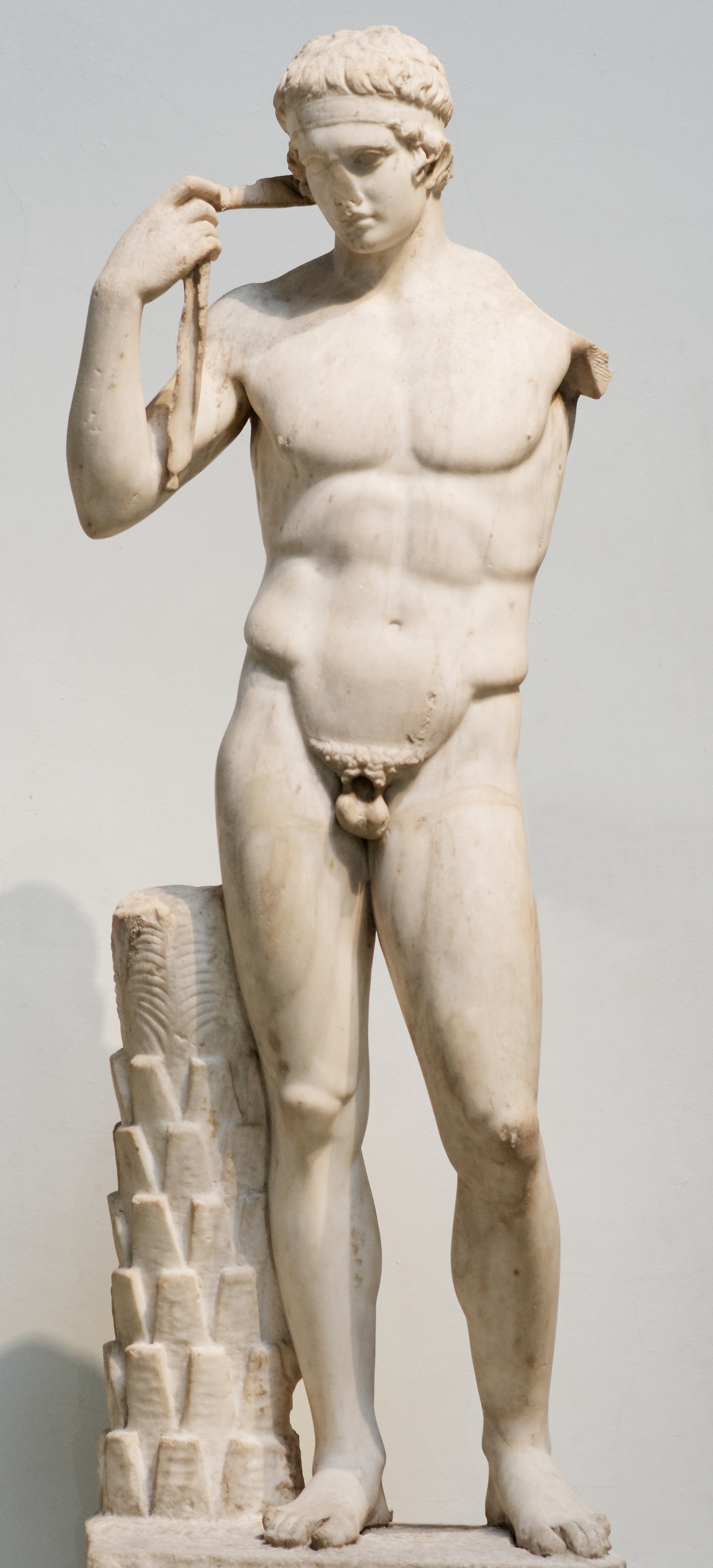
Copie romaine en marbre dite Diadumène Farnèse, I, du Diadumène de Polyclète, British Museum.